# Emma Ericsson
Emma Ericsson, tidigare Lindqvist, född 5 april 1983, är en svensk före detta fotbollsspelare (anfallare).

## Klubbar
- Sävar IK
- Umeå IK (2000–2005)
- Bälinge IF (2006–2008)
- AIK (2009–2011)

## Meriter
- SM-guld 2000, 2001, 2002, 2005
- Svenska Cupen-guld 2001, 2002, 2003
- Guld i UEFA Women's Cup 2003, 2004
- Svenska Cupen-silver 2004, 2005
- SM-silver 2003, 2004
- Silver i UEFA Women's Cup 2002
- 24 U21-landskamper
- 13 F19-landskamper
- 6 F17-landskamper